# Brittiska F3-mästerskapet 1983
Brittiska F3-mästerskapet 1983 var ett race som vanns av Ayrton Senna, efter en tuff duell mot Martin Brundle.

## Slutställning
| Plats | Förare         | Poäng |
| ----- | -------------- | ----- |
| 1     | Ayrton Senna   | 132   |
| 2     | Martin Brundle | 123   |
| 3     | Davy Jones     | 77    |
| 4     | Calvin Fish    | 67    |
| 5     | Allen Berg     | 32    |
| 6     | Mario Hytten   | 23    |